# Kfar Sirkin
Kfar Sirkin (tiếng Hebrew: כפר סירקין) là một moshav thuộc hạt Quận Trung, Israel. Kfar Sirkin thuộc thẩm quyền quản lý của Hội đồng vùng Drom HaSharon. Dân số tháng 12 năm 2012 là 1,284 người.